# Jysk Automobilmuseum
Jysk Automobilmuseum var et automobilmuseum, der fra 1967 til 2024 fandtes i Gjern, nordøst for Silkeborg.
Museet udstillede 140 forskellige biler, motorcykler, opskårne tekniske dele, benzinstandere og emaljeskilte, der alle stammer fra perioden fra 1900 til 1987. Museets biler og motorcykler viste et bredt udsnit af den danske bilkulturhistorie.
Samlingen er blevet opkøbt og flyttes til et motormuseum på havnen i Skagen.